# 매일경제신문
매일경제신문(每日經濟新聞, 영어: Maeil Business Newspaper) 또는 줄여 매경(每經)은 대한민국에서 발행되는 종합경제 일간 신문으로 1966년 3월 24일에 창간되었다. 본사는 서울특별시 중구 퇴계로 190에 소재하고 있다. 처음에는 주간경제신문으로 출발하여 "매일경제주간"이라는 이름으로 발행되었다. 그 후 1970년에는 일간경제신문으로 전환하여 "매일경제신문"으로 명칭을 바꾸었다.
창간 초기에는 한국의 경제와 산업 발전을 촉진하기 위해 많은 노력을 기울였다. 특히 1970년대 이후 한국 경제가 급속한 성장을 이루면서 매일경제신문은 이를 반영하고 지속적으로 보도해 왔다. 또한 한국의 금융시장, 증권시장, 부동산 시장 등 경제 전반에 걸친 다양한 이슈를 다루어 왔다.
매일경제신문사는 오랜 기간 동안 한국 경제계 및 정치경제 관련자들에게 높은 신뢰를 쌓아왔다. 보도와 분석은 정부 정책 결정에 영향을 미치는 것은 물론, 기업들의 경영 전략 및 투자에도 큰 영향을 끼치고 있다. 또한 매일경제신문은 한국 경제의 성장과 함께 발전해온 미디어로서, 디지털 시대에 발맞추어 온라인 플랫폼에서도 꾸준히 성장하며 독자들에게 다양한 형태의 경제 정보를 제공하고 있다.
한국언론진흥재단 열독률 조사(2021년)에서 경제지 중 유일하게 가장 높은 A구간에 포함됐다. ABC협회 인증부수 기준(2022년 발표)에서도 경제지 중 1위였다. 마켓링크 조사에서 2023년 한국인이 가장 오랜시간 모바일 뉴스를 읽은 매체 1위를 기록했다.
대규모 행사를 많이 개최하며 대표적인 행사로 세계지식포럼(World Knowledge Forum)과 국민보고대회가 있다. 또 매년 해외에서 글로벌포럼도 개최하고 있다. 전 세계 16개 매체와 협력관계를 맺고 있다.

## 평가

### 1. 신문으로서의 위상
경제지 중에서 가장 많은 독자의 선택(발행부수, 열독률, 디지털 구독 등)의 을 받고 있는 매체다. ‘지식기반 경제를 통한 소득 5만불 국가’란 목표에서 알 수 있듯이 시장경제를 우선 가치로 두고 있다.

#### 1) CEO가 선호하는 신문
2005년 이래 20년 연속으로 국내 최고경영자(CEO)들이 뽑은 '올해의 명품 경제신문'에 뽑혔다. 500대기업 CEO가 선정하는 ‘CEO 명품’ 경제신문 부문에서, 매일경제는 2021년 51.52%, 2022년 56.88%, 2023년 66.06%, 올해는 72.2%로 지난해 대비 6.2% 상승했으며, 수년간 상승세를 이어가는 중이다.

#### 2) 대학생들이 선호하는 신문
한국대학신문의 조사에서 2020년 기준 대학생들이 가장 선호하는 경제일간지로 뽑혔다. 해당 조사에서 매일경제는 2001년 이후 부동의 1위를 차지하고 있다. 이 조사는 가장 최신 조사가 2020년이다.

#### 3) 재테크에 강한 신문
2010년부터 재테크 전략을 제시하기 위해 매년 봄, 서울머니쇼를 주최해오고 있다. 2023년에 열린 서울머니쇼에서는 양재동 aT센터 정문에서부터 세미나실 입구까지 300ｍ에 달하는 대기줄이 늘어설 정도로 재테크에 대한 열기는 뜨거웠다. 서울머니쇼는 2023년부터 연 2회로 확대됐다. 다양한 재테크 정보를 담은 지면 기사 외에도 재테크 특화된 유료구독 서비스 엠플러스도 운영 중이다. 재테크 관련 유튜브 채널로는 월가월부(미국주식), 자이앤트TV(국내주식), 매부리TV(부동산) 등을 운영하고 있다.

#### 4) 정책 대안을 제시하는 미디어
1990년대 후반부터 비전코리아라는 이름으로 정책 대안을 제시하기 위한 일련의 기획 등을 진행하고 있다. 국민보고대회는 국가차원에서 고려할만한 대형 이슈에 대한 정책 제언을 하고 있다. 국민보고대회는 1997년 중국과 일본 사이 한국의 위기의식을 넛크래커 속 호두에 빗대어 분석한 '한국보고서'를 시작으로 매년 1~2회 행사를 진행한다. 2024년의 경우 ‘대한민국 인구 대역전’이란 주제로 3월 22일 보고서 발표가 이뤄졌다. 이와 함께 비전코리아 프로젝트로 세계지식포럼도 개최하고 있다. 보통 국민보고대회는 매일경제신문 창간일(3월 24일) 전후로 개최되며 세계지식포럼은 9월께 개최되고 있다.
-역대 정부에서 반영된 주요 정책들
1. 김대중 정부, 제1·2·3차 국민보고대회 주요 제안 채택 및 '창조적 지식기반 국가 건설'을 6대 국정과제로 채택
2. 제 4·5차 국민보고대회에서 제안한 교육개혁, 여성인력 활용방안 대부분 정부 정책으로 채택 및 고려
3. 노무현 정부, '비전2030 보고서'에 제2·6·7·13차 국민보고대회 제안 고스란히 반영
4. 이명박 정부, 제15차 국민보고대회에서 던진 법인세인하 법질서 바로 세우기 운동 등 새 정부 주요 정책과제 채택
5. 매일경제, 2009년 제16차 국민보고대회에서 국내 언론 중 처음으로 세종시를 사실상 행정수도가 아닌 교육·과학·녹색 도시로 만들자고 제안
6. 2012년 제19차 국민보고대회 내용 중 아시아뮤직마켓, 한국판 코미떼 콜베르 설치, 연예기획사 등록제도, 원아시아 컬쳐컨퍼런스 등을 문화부 경제단체 등에서 추진키로 결정
7. 은 해에 열린 제20차 국민보고대회에서 가계부채 종합자활 프로그램 제안(국민행복기금), 취득세·양도세 5년간 면제제안, 유연한 재정·통화정책 제안(추가경정예산 편성), 대체휴일제도 제안, 일자리 60-30 제안(정년 60세로 연장) 등이 반영
8. 2021년 개최한 제30차 국민보고대회에서 제안한 국가우주위원회 총리급 이상 격상, 소행성 아포피스 탐사, NASA 주도 아르테미스 프로그램 참여, 국내 항공우주 생태계 거점 마련 및 항공우주 전문인력 집중 인력 등이 과학기술정보통신부 등 유관 부처를 통해 관련법 제정 또는 정책 반영 예정

#### 5) 각종 조사기관에서의 평가
- 마켓링크의 조사에서 2023년 한국인이 가장 오랜시간 읽은 모바일 뉴스 매체 1위 선정됨. 빅데이터 분석 플랫폼 마켓링크가 포털사이트 뉴스섹션과 언론사 웹사이트 데이터 등을 분석해 발표한 보고서에 따르면 2023년(1~11월) 한국인이 올 한해 가장 오랜 시간 본 언론사는 매일경제로 월 평균 총 체류시간(TTS)이 330만4517시간에 달했다.[11]
- 로이터 저널리즘 연구소의 “디지털 뉴스 리포트 2023”에서 매경을 한국 언론 중 디지털 뉴스분야 2위, 종이신문 3위로 선정했다. 한국을 설명한 부분(143페이지)에 등장하는 그래프에서 1주일간 한번이라도 접한 적이 있는지를 묻는 질문에 대한 답변에서 매일경제는  일간지중 조선일보, 중앙일보에 이어 3위를 차지했다. 또 1주일간 온라인 뉴스를 접한 적이 있는 매체를 묻는 질문에서는 일간신문 중에서는 조선일보에 이어 매일경제신문이 2위를 차지했다.[12]
- 언론진흥재단 조사, 열독률 경제지 1위, 신문 중 4위 : 2021년,한국언론진흥재단이 만 16살 국민 5만 1788명으로 대상으로 신문잡지 이용실태를 조사한 결과 열독률이 가장 높은 1구간에는 농민신문, 동아일보, 매일경제, 조선일보, 중앙일보, 한겨레 등 6개 매체 등이 포함됐다. 매체별 열독률은 A일보(3.7355%), B일보(2.4519%), C일보(1.9510%), 매일경제(0.9760%), D신문(0.7248%), E신문(0.6262%) 순이었다. 언론진흥재단의 해당 조사 결과는 정부광고 집행의 기준의 하나로 활용되는 지표다.[13]
- 한국 ABC협회 2022년(2021년분) 일간신문 45개지 인증부수 기준 매일경제 경제지 중 1위 차지 (발행부수 약 70만부, 유료부수 약 55만부)

### 2. 디지털 전환

#### 1) 매경e신문
국내 언론 최초로 2013년에 유료구독 서비스인 매경e신문을 론칭했다. 이에 앞서 1988년엔 국내 언론기관 중 최초로 1988년 11월에 신문기사를 온라인 리얼타임으로 제공하는 전자신문 시대를 여는 등 디지털화에 적극적으로 나서고 있다.

#### 2) 다양한 유튜브 채널 운영
매경 월가월부 (24.3만명), 매경 자이앤트TV (20.7만명), 매부리TV (23.6만명), 세계지식포럼 (9.48만명) 등을 운영 중이다. 2024년 3월 기준 약 80만명의 구독자를 보유하고 있다.

#### 3) 뉴스레터
2023년, 세계신문협회 (WAN-IFRA)의 ‘디지털 미디어 아시아 콘퍼런스’에서 ‘미라클레터’가 은상을 수상할 만큼 뉴스레터에 강점이 있다. 글로벌 정보기술(IT)산업의 최신 트렌드를 전하는 '미라클레터'를 비롯해 넘쳐나는 경제·재테크 뉴스 중 꼭 필요한 것을 골라 핵심만을 요약해 전달하는 경제 뉴스레터 ‘디그(dig)’, 부동산 소식지 '매부리레터', 해외증시 소식 '자이앤트레터', 영문 뉴스레터 '펄스' 등 다양한 분야에서의 뉴스레터를 통해 독자들에게 실용 정보를 전달한다.

### 3. 글로벌화

#### 1) 세계지식포럼
2000년 10월부터 개최, 지금까지 총 82개국에서 5,832명의 글로벌 연사와 6만 2,821명의 청중이 참가했다.역대 주요 참석자로는 조지 W 부시 제43대 미국 대통령, 힐러리 클린턴 전 미 국무부 장관, 테리사 메이 제76대 영국 총리, 니콜라 사르코지 제23대 프랑스 대통령, 게르하르트 슈뢰더 제7대 독일 총리 등 국가 정상들, 김용 세계은행 총재 등 국제기구 대표, 빌 게이츠 마이크로소프트 창업자, 래리 엘리슨 오라클 회장, 존 헤네시 알파벳 회장, 조지 소로스 소로스펀드 회장, 잭 마 알리바바 회장, 로빈 리 바이두 회장 등 기업인, 래리 서머스, 폴 크루그먼, 마이클 포터, 그레고리 맨큐 교수 등이 있다.

#### 2) 세계한인비즈니스대회
2002년 28개국 968명으로 시작한 세계한상대회는 이제 성년을 맞으며 연 3,000여 명이 참석하는 한민족 최대의 비즈니스의 장이다. 2023년 10월에는 제21차를 맞아 사상 처음으로 미국 캘리포니아주의 애너하임에서 개최했다.

#### 3) 글로벌포럼
2004년 워싱턴을 시작으로 매년 1~2차례씩 해외 거점 도시에서 대규모 글로벌포럼을 열고 양국의 비즈니스 네트워크를 구축하면서 경제협력 방안을 모색해오고 있다. 2023년까지 총 31회의 글로벌 포럼이 개최됐다. 2024년에는 캄보디아에서 열릴 예정이다.

#### 4) 글로벌 네트워크
세계 유수의 언론사와 제휴하고 지구촌 곳곳에서 발생하는 소식을 방송, 신문, 잡지, 인터넷 등 전 매체를 통해 신속하고 정확하게 전달하고 있다. 동북아시아에서는 일본 니혼게이자이신문(닛케이), 중국 인민일보, 중국 경제참고보 등과 제휴관계를 맺고 있다. 닛케이, 인민일보와는 매년초 한중일 CEO 100인 설문조사를 공동으로 진행하고 있다. 파이낸셜타임즈(FT, 영국)의 한국 인쇄를 매경에서 맡고 있다. 한때 FT 서울지국이 매경에 있을 정도로 끈끈한 유대관계를 유지하는 것으로 알려져 있다. 블룸버그(미국), 함샤흐리(이란), 베트남뉴스(베트남), 뉴스트레이츠타임스(말레이시아) 등 다양한 외국 제휴사와 제휴 중이다. 동남아시아 지역에서는 ASEAN 대부분 국가에 제휴 언론사를 두는 등 동남아시아와 협력에도 적극적으로 나서고 있다. 2023년 12월에는 아랍에미리트(UAE)의 ‘문화수도’로 불리는 샤르자 정부와 MOU를 체결해 세계적 관심을 모으는 'K콘텐츠'를 중동 전역에 소개하고 인적 교류는 물론 미디어 기술 개발까지 협력하는 장기 프로젝트를 함께하기로 했다.

## 창립자
창업주 정진기는 1948년부터 6 · 25전쟁이 날 때까지 전라남도 삼도(三道)국민학교와 해보(海寶)국민학교에서 교사로 근무하였다. 1963년 국학대학 경제학과를 졸업하고 1966년에는 고려대학교 경영대학원을 수료하였다.
1959년 주간 『행정신문(行政新聞)』 기자로 언론계에 투신하여 같은 해 8월 『평화신문(平和新聞)』, 1960년 8월 『서울경제신문』, 1964년 8월 『대한일보』로 옮기면서 기자로 활동하였다. 1966년 3월 24일에는 매일경제신문사를 창간하여 대표이사 사장에 취임하였다. 1966년에는 ‘봉황대상’을 제정하여 소비자가 투표로 최고 상품을 선정하면 『매일경제신문』이 시상하는 제도를 만들었다. 1971년에는 ‘이코노미스트상’을 제정하여 매년 건전한 경제여론을 주도한 경제평론을 골라 시상하고 있으며, 1974년에는 한국광고인 대상을 제정하였다. 1976년에는 국내 기업정보를 집대성하는 『회사연감(會社年鑑)』과 국내 최초의 경제전문지 『주간매경』을 창간하였다. 그 동안 한국신문연구소 이사, 신문윤리위원, 한국평생교육기구 이사 등을 역임하였다. 소비자보호운동과 국민경제 발전에 대한 공로로 국무총리 공로표창(1967), 고려대학교 기업경영연구소 제8회 경영상(1970)을 받았고, 1982년 4월 국민훈장 모란장이 추서되었다. 사망 직전인 1981년 7월 14일 재단법인 정진기언론문화재단을 설립하여 그의 생전에 남긴 뜻에 따라 자신이 소유했던 신문사 주식의 80％는 문화재단에, 20％는 사우회에 기증하였다.
1983년에는 정진기언론문화재단에서 ‘정진기언론문화상’을 제정하여 매년 한국의 경제발전과 과학기술의 개발에 공적이 현저한 단체나 개인에게 시상한다.

## 자매지
자매지로서 경제 주간지인 매경ECONOMY, 생활 정보주간지 시티라이프와 월간지 럭스맨이 있다.

## 갤러리

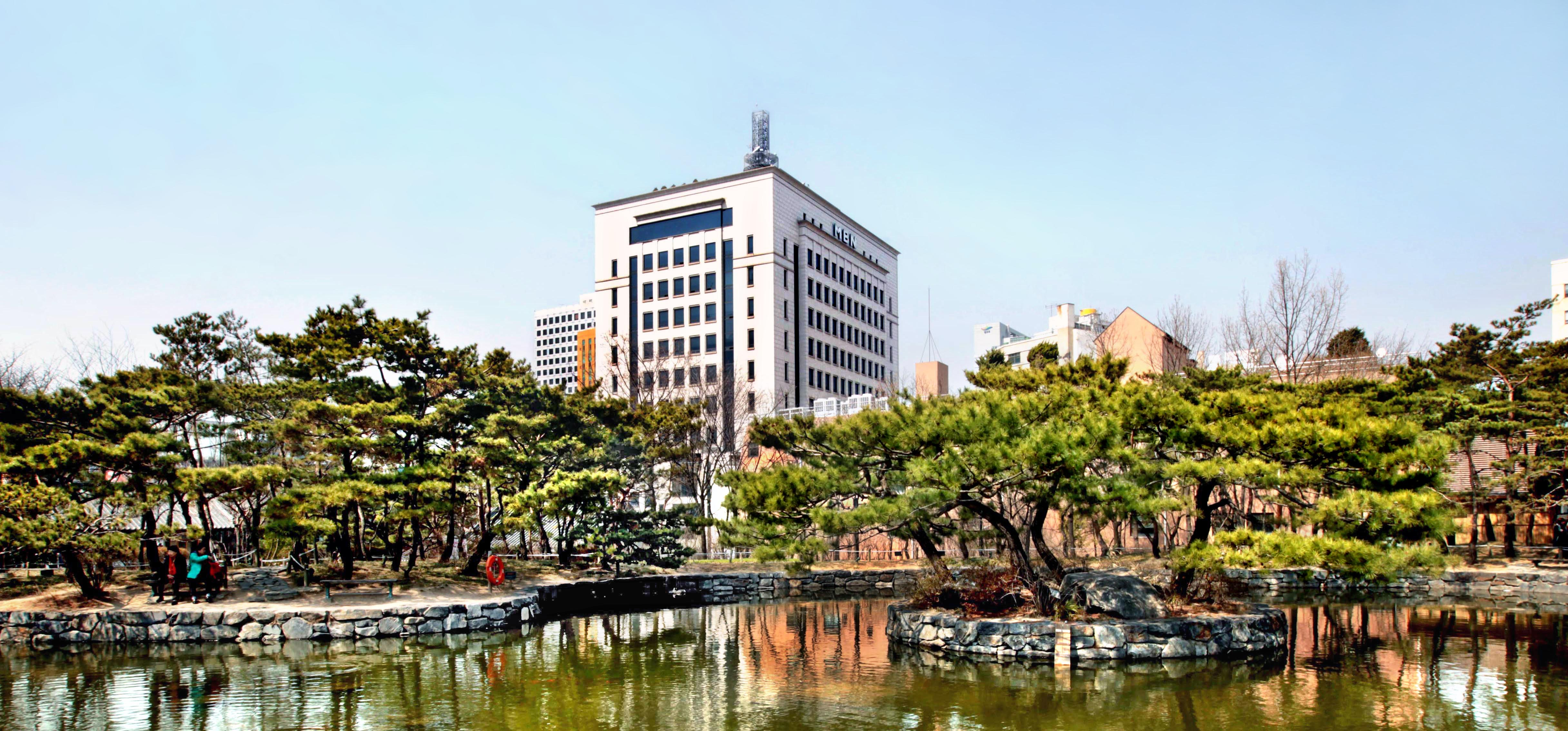
남산골 한옥마을에서 바라본 매경미디어그룹 사옥 전경

## 계열사
- 매일경제(신문, 잡지)
- 매일방송(MBN, 종합편성채널)
- 매경출판(출판업)
- 매경닷컴(매경미디어그룹 인터넷 총괄)
- 매일경제TV(방송, 경제정보채널)
- 매경비즈(비즈니스 부문총괄)
- (주)미라클랩
- (주)엠비엔미디어렙
- (주)엠비엔미디어텍
- (주)케이디엑스한국데이터거래소
- 여플(주)

## 지면
- 주6일제 신문을 발행한다.
- 매주 일요일 신문 발행하지 않고[21], 온라인 서비스를 계속한다.
  - A : 종합 · 경제뉴스 섹션은 평일과 토요일에 싣는다.
  - B 이상 : 별도에 기타 · 경제 정보 섹션은 싣는다.

## 뉴스레터
- 엠블록 (Mblock)[22]
- 디그 (dig)[23]
- 날리지 인박스 (KNOWLEDGE INBOX)[24]
- 자이앤트레터 (GIANT LETTER)[25]
- 미라클레터[26]
- 매부리레터[27]
- 데이터루[28]
- Pulse[29]

## 참고 사항
- 창간호부터 디지털화 데이터베이스를 구축하여, 네이버 뉴스 라이브러리[30] 서비스를 볼 수 있다.

## 같이 보기
- 조선일보
- 중앙일보
- 동아일보
- 한국경제신문
- 서울경제